# Давка на стадионе «Айброкс»

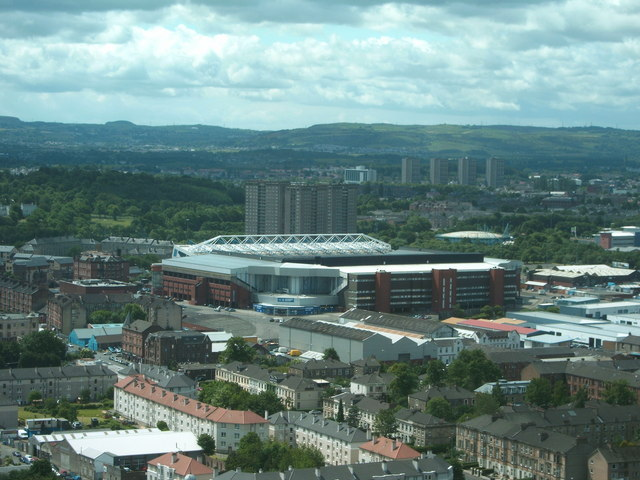
«Айброкс» в 2013 году.

Давка на стадионе «Айброкс» в шотландском городе Глазго произошла 2 января 1971 года, унесла жизни 66 человек и привела к травмам более 200 болельщиков. Это было не первое крупное происшествие на стадионе — так, в 1902 году при обрушении трибуны погибло 25 человек.

## Давки в 60-х годах
В 1960-х годах администрация стадиона столкнулась с другой проблемой — недостаточной шириной лестницы рядом с проходом номер 13 (англ. Stairway 13). Данный выход со стадиона располагался прямо напротив ближайшей к стадиону станции метро — «Копланд Роуд» (ныне носит название «Айброкс»). Соответственно, после завершения матчей на лестнице скапливалось большое количество зрителей, желающих побыстрее уехать. Так, 16 сентября 1961 года в давке погибло два человека. Подобные инциденты также произошли в 1967 и 1969 годах, было зафиксировано большое количество пострадавших, но до жертв дело не доходило. Администрации стадиона удалось решить данную проблему путём расширения и усовершенствования лестницы, но затраты на это по тем временам были колоссальные — 150 тысяч фунтов стерлингов.

## Давка в 1971 году
Трагедия произошла 2 января 1971 года — в тот день на «Айброксе» игрался матч непримиримых соперников по «Old Firm» — «Рейнджерса» и «Селтика». В самом конце встречи на злополучной лестнице около прохода номер 13, где массово выходили сотни болельщиков «джерс», случилась давка, в которой погибло 66 и было ранено около 200 человек.
Скопление людей в этом месте было обусловлено тем, что до самого конца матча «Рейнджерс» проигрывал 0:1, и фанаты глазговцев, не желая досматривать неудачную игру своих любимцев, валом начали уходить со стадиона. Версии же причины произошедшего расходятся. В самом начале расследования трагедии высказывалось предположение, что давка произошла после того, как под ноги толпе упал ребёнок, которого нёс на плечах его отец. Стоявшие вокруг люди попытались сделать «кольцо» вокруг упавшего, дабы случайно его не задавить. Но публика, шедшая сзади и не видевшая эпизод, напирала, и в результате образовался «затор», приведший к давке.
Большинство свидетелей, выживших в этой трагедии, выдвигали другую версию произошедшего. Уже в добавленное время встречи форвард «джерс» Колин Стин сравнял счёт в матче, принеся «джерс» ничью 1:1. Шедшие в первых рядах по лестнице, услышав восторженный рёв стадиона, попытались повернуть назад, чтобы узнать, чем он вызван. Но задние ряды, не видя этого, шли вперёд — люди, оказавшиеся в середине толпы, попросту оказались зажаты с двух сторон. Проведённые позднее экспертизы установили, что большинство жертв погибли от асфиксии. Версия полиции гласила, что никакого столкновения потоков не было и давка произошла «из-за большого скопления людей на лестнице и, как следствие, обрушения перил».
Через 11 лет случай-близнец произошёл в Москве на стадионе «Лужники» после матча между местным «Спартаком» и нидерландским «Харлемом». Давка унесла жизни 66 человек (такое же число погибших было зафиксировано на «Айброксе»).

### Последствия
Трагедия привела к полной реконструкции «Айброкса». В том же 1971 году делегация клуба «Рейнджерс» во главе с наставником команды Уильямом Уодделлом посетила западногерманский «Вестфаленштадион» — один из самых безопасных стадионов того времени. Основной целью визита было знакомство с новейшими системами безопасности зрителей для их внедрения на своём стадионе. Через три года реконструкционных работ три четверти трибун «Айброкса» были заменены на современные сидячие места. Это уменьшило вместительность стадиона до 44 тысяч зрителей. В 1990 году следующая реконструкция довела наполненность трибун до 50 тысяч человек.

### Мемориалы и память

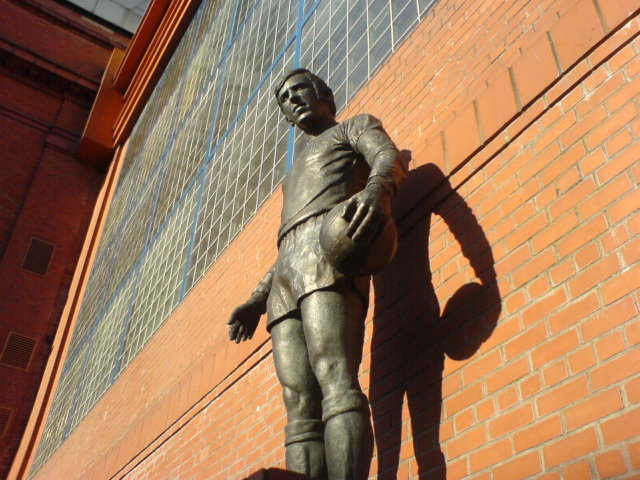
Статуя Джона Грейга, установленная в память второй трагедии на «Айброксе».

В течение многих лет после трагедии о катастрофе напоминала лишь небольшая мемориальная табличка, установленная на месте давки. В 1995 году «Рейнджерс» обнародовал планы по открытию памятника, посвящённому всем несчастным случаям, случившимся на «Айброксе». 2 января 2001 года, на тридцатую годовщину трагедии, на углу Главной трибуны и «террасы» «Копланд Роуд» был открыт большой монумент. На нём были прикреплены три синих таблички с именами погибших в трёх страшных катастрофах 1902, 1961 и 1971 годов. На вершине монумента установили статую капитана «джерс» в злополучном матче 30-летней давности, Джона Грейга.
Ровно через десять лет на «Айброксе» вновь встречались «Рейнджерс» и «Селтик». На поле команды вывели капитаны клубов образца 1971 года Джон Грейг и Билли Макнилл (Макнилл не участвовал в том поединке из-за травмы). Состоялась минута молчания, а команды провели матч в траурных повязках.